# Паулина фон Вюртемберг (1800 – 1873)
Паулина Тереза Луиза фон Вюртемберг (на немски: Pauline Therese Luise von Württemberg; * 4 септември 1800, Рига; † 10 март 1873, Щутгарт) е принцеса от Вюртемберг и чрез женитба кралица на Вюртемберг от 1820 до 1864 г.

## Биография
Тя е третата дъщеря на принц Лудвиг фон Вюртемберг (1756–1817) и на принцеса Хенриета фон Насау-Вайлбург (1780–1857), дъщеря на княз Карл Христиан фон Насау-Вайлбург. Нейният баща е син на херцог Фридрих Евгений II и по-малък брат на Фридрих I фон Вюртемберг, първият крал на Вюртемберг (1816 – 1864), и по-голям брат на руската царица Мария Фьодоровна и служи в Русия. По желание на краля фамилията се връща обратно във Вюртемберг.
Паулина се омъжва на 15 април 1820 г. за първия си братовчед Вилхелм I фон Вюртемберг (1781 – 1864), вторият крал на Вюртемберг от 1816 до 1864 г. Той е син на крал Фридрих I фон Вюртемберг и на Августа Каролина фон Брауншвайг-Волфенбютел. Паулина е третата му съпруга. Бракът не е щастлив. Нейният съпруг има връзка с дворцовата артистка от Щутгарт Амалия фон Щубенраух (1805 – 1876).
Последните си години кралица Паулина прекарва повечето в Швейцария. След смъртта на краля (1864) в завещанието му тя е изключена от наследството. Паулина умира в Щутгарт на 10 март 1873 г. на 72 г. Тя е обичана от народа.

## Деца
Двамата имат три деца:
- Катарина Фридерика Шарлота (* 24 август 1821, † 6 декември 1898), омъжена 1849 за Фридрих фон Вюртемберг (1808 – 1870), син на Паул фон Вюртемберг (братът на Вилхелм I), майка на Вилхелм II
- Карл I Фридрих Александър (* 6 март 1823, † 6 октомври 1891), от 1864 крал на Вюртемберг, женен 1846 за руската велика княгиня Олга Николаевна Романова (1822 – 1892)
- Августа Вилхелмина Хенриета (* 4 октомври 1826, † 3 декември 1898), омъжена 1851 за принц Херман фон Саксония-Ваймар-Айзенах (1825 – 1901)